# Es Vedranell
L’îlot d’Es Vedranell fait partie des îles Baléares et du Parc naturel d'Es Vedra, Es Vedranell, et des îlots de Ponent. Il appartient administrativement à la commune de Sant Josep de sa Talaia (Ibiza).

## Description
Es Vedranell est un îlot rocheux ayant la forme d'un arc de cercle formant ainsi une petite baie ouverte vers le sud. L'altitude aux extrémités s'élève à 117 m et 99 m,. Il se trouve à environ 800 m des côtes d'Ibiza et à 250 m d'Es Vedrà.
Il avoisine l'île d'Es Vedrà, plus grande et plus élevée et se trouve en face de la station de Cala d'Hort.